# Иваново (община)
Вижте пояснителната страница за други значения на Иваново.
Община Иваново се намира в Северна България и е една от съставните общини на област Русе.

## География

### Географско положение, граници, големина
Общината се намира в централната част на област Русе. С площта си от 490,748 km2 заема 2-ро място сред 8-те общини на областта, което съставлява 16,95% от територията на областта. Границите ѝ са следните:
- на север – община Русе;
- на изток – община Ветово и община Цар Калоян, област Разград;
- на югоизток – община Опака, област Търговище;
- на югозапад – община Две могили;
- на запад – община Борово;
- на северозапад – Румъния.

### Природни ресурси

#### Релеф
Територията на община Иваново е разположена в най-западната част на Източната Дунавска равнина. Релефът на общината е равнинен и равнинно-хълмист с дълбоко всечени долини на реките Русенски Лом, Бели Лом, Черни Лом и Малки Лом спрямо околния терен. Източният район на общината заключен между дълбоките долини на реките Черни Лом на запад и Бели Лом на север се заема от крайните западни разклонения на Разградските височини, като тук преобладава хълмистият релеф. В тях, югозападно от село Церовец се намира максималната височина на общината –  353 m. На запад от долините на Русенски Лом и Бели Лом до река Дунав на северозапад релефът е равнинно-хълмист с по-загладени форми. Северно от село Пиргово, на брега на река Дунав се намира най-ниската точка на община Иваново – 16 m н.в.

#### Води, климат, почви, растителност
По северозападната граница на общината с Румъния на протежение от 14 km (от km 507 до km 521, километрите се отчитат нагоре от устието на реката) преминава част от долното течение на река Дунав.
На около 3 km източно от село Иваново на 46 m н.в. се сливат реките Бели Лом и Черни Лом и дават началото на река Русенски Лом. Тя протича през община Иваново с повече от половината от цялото си течение в северозападна посока, в много дълбока, каньоновидна долина с множество меандри. Преминава покрай селата Божичен и Красен и северозападно от последното напуска нейните предели. Река Бели Лом (дясна съставяща на Русенски Лом) навлиза в общината източно от село Нисово и по цялото си протежение до сливането си с Черни Лом тече на запад в много дълбока каньоновидна долина с множество меандри. Западно от село Нисово отляво в нея се влива най-големият ѝ приток – река Малки Лом. Тя навлиза в общината източно от село Сваленик, минава през селото и тече до устието си в северозападна посока също в много дълбока (на место до 100 m спрямо околния терен) каньоновидна долина с множество меандри. Долината на река Черни Лом се характеризира със същите показатели както на предишните две реки, като на места дълбочината на долината ѝ надхвърля 100 m. Реката навлиза в общината южно от село Табачка и с множество меандри се насочва на изток. При село Червен завива на север, а след това на северозапад и достига до село Кошов. От там главното ѝ направление става северно и след около 6-7 km се слива с река Бели Лом, като двете дават началото на Русенски Лом.
Поречията и на четирите реки са включени в Природния парк „Русенски Лом“, обявен за защитена територия през 1970 г. Богатото биологично разнообразие, уникалният ландшафт и забележителното културно-историческо наследство превръщат парка в притегателен център за развитието на вътрешен и международен туризъм.
Климатът е умереноконтинентален. Лятото е сухо и горещо. Средната годишна температура е около 12 °C, средната юлска 20 – 22 °C, а средната януарска – от 0 °C до -3 °C. Средногодишното количество на валежите е 550 – 650 мм.
Почвите са разнообразни (черноземни – 91%, сиви горски, алувиални и алувиално-ливадни) и са подходящи за отглеждане на зеленчуци, зърнени и фуражни култури, лозя и др.
В община Иваново преобладава степната растителна формация. Природните условия са предопределили образуването на три вегетационни растителни типа. Върху алувиално-ливадните почви с високо ниво на подпочвени води и по-влажен микроклимат край река Дунав са разпространени влаголюбиви растителни видове – върба, бяла, черна и канадска топола др. Горите са с площ 43 602 дка, което е 11% от общата територия. Основните дървесни видове са черен, летен и зимен дъб; акация, липа, орех, топола, бряст, келев габър и др. Храстите са представени от смрадлика, глог, шипка, трънка, дрян, къпина и др., а от тревистите растения – житни треви, кувило, коприва, кокиче, минзухар, синчец, бръшлян и др.

## Население

### Етнически състав (2011)
Численост и дял на етническите групи според преброяването на населението през 2011 г.:
|                     | Численост | Дял (в %) |
| Общо                | 9429      | 100,00    |
| Българи             | 7153      | 75,86     |
| Турци               | 1577      | 16,72     |
| Цигани              | 203       | 2,15      |
| Други               | 72        | 0,76      |
| Не се самоопределят | 26        | 0,28      |
| Неотговорили        | 398       | 4,22      |

### Движение на населението (1934 – 2021)
| Община Иваново                                | Община Иваново | Община Иваново | Община Иваново | Община Иваново | Община Иваново | Община Иваново | Община Иваново | Община Иваново | Община Иваново | Община Иваново | Община Иваново |
| --------------------------------------------- | -------------- | -------------- | -------------- | -------------- | -------------- | -------------- | -------------- | -------------- | -------------- | -------------- | -------------- |
| Година                                        | 1934           | 1946           | 1956           | 1965           | 1975           | 1985           | 1992           | 2001           | 2011           | 2021           |                |
| Население                                     | 23361          | 23946          | 20212          | 19489          | 17314          | 14656          | 13089          | 11092          | 9429           | 7651           |                |
| Източници: Национален Статистически Институт, |                |                |                |                |                |                |                |                |                |                |                |

### Населени места
Общината има 13 населени места с общо население от 7651 жители към 7 септември 2021 г.
| Населено място | Население (2021 г.) | Площ на землището km2 | Забележка (старо име) | Населено място | Население (2021 г.) | Площ на землището km2 | Забележка (старо име)           |
| -------------- | ------------------- | --------------------- | --------------------- | -------------- | ------------------- | --------------------- | ------------------------------- |
| Божичен        | 171                 | 15,894                |                       | Сваленик       | 644                 | 42,736                |                                 |
| Иваново        | 666                 | 22,430                | Гара Иваново          | Табачка        | 127                 | 34,250                |                                 |
| Кошов          | 264                 | 29,561                |                       | Тръстеник      | 1030                | 57,790                |                                 |
| Красен         | 661                 | 30,858                |                       | Церовец        | 53                  | 22,262                |                                 |
| Мечка          | 516                 | 27,473                |                       | Червен         | 157                 | 38,171                |                                 |
| Нисово         | 102                 | 28,258                |                       | Щръклево       | 1963                | 86,652                | Щръкльово, Щърклево             |
| Пиргово        | 1297                | 54,413                | Пиргос                | ОБЩО           | 7651                | 490,748               | няма населени места без землища |

## Административно-териториални промени
- между 1920 и 1923 г. – н.м. Дикилиташки ханове (от с. Мечка) е призната за отделно населено място – м. Дикили таш без административен акт;
- МЗ № 2820/обн. 14.08.1934 г. – преименува с. Пиргос на с. Пиргово;

– преименува м. Дикили таш на м. Стълпище;
- МЗ № 764/обн. 07. 06.1943 г. – признава н.м. Гара Иваново за отделно населено място – гар.с. Гара Иваново;
- Указ № 460/обн. 14.11.1961 г. – заличава с. Иваново и го присъединява като квартал на гар.с. Гара Иваново;

– признава гар.с. Гара Иваново за с. Иваново;
- Указ № 958/обн. 28.12.1965 г. – заличава м. Стълпище поради изселване;
- Указ № 960/обн. 4 януари 1966 г. – осъвременява името на с. Щръкльово (Щърклево) на с. Щръклево;
- Указ № 3005/обн. 09.10.1987 г. – отделя селата Красен, Нисово и Щръклево заедно с техните землища от бившата община Щръклево и ги присъединява към Община Иваново;

– отделя селата Сваленик и Церовец заедно с техните землища от бившата Община Щръклево, област Русе и ги присъединява към община Хлебарово, Област Разград;
- Указ № 423/обн. 26.09.2003 г. – отделя селата Сваленик и Церовец заедно с техните землища от община Цар Калоян, област Разград и ги присъединява към Община Иваново, област Русе;

## Транспорт
От север на юг, през средата на общината преминава участък от 17,9 km от трасето на жп линията Русе – Горна Оряховица – Стара Загора – Димитровград – Подкова.
През общината преминават частично 5 пътя от Републиканската пътна мрежа на България с обща дължина 95,3 km:
- участък от 14,7 km от Републикански път I-2 (от km 16,6 до km 31,3);
- участък от 14,8 km от Републикански път I-5 (от km 12,8 до km 27,6);
- началният участък от 19,8 km от Републикански път II-52 (от km 0 до km 19,8);
- началният участък от 28,3 km от Републикански път III-202 (от km 0 до km 28,3);
- участък от 17,7 km от Републикански път III-501 (от km 8,6 до km 26,3).

## Топографска карта
- Лист от карта K-35-4. Мащаб: 1 : 100 000.
- Лист от карта K-35-5. Мащаб: 1 : 100 000.
- Лист от карта K-35-16. Мащаб: 1 : 100 000.
- Лист от карта K-35-17. Мащаб: 1 : 100 000.